# Servische voetbalbeker
De Beker van Servië (Servisch: Lav Kup) is het nationale voetbalbekertoernooi van Servië dat wordt georganiseerd door de Servische voetbalbond (FSS).
Het bekertoernooi werd opgericht in 2006 en is de rechtsopvolger van de Kup Srbije i Crne Gore die vanaf 1992 gespeeld werd in de Federale Republiek Joegoslavië (ook Klein-Joegoslavië genoemd) en vanaf 2003 de confederatie Servië en Montenegro tot de deling daarvan in 2006. De Beker van Montenegro ging toen ook van start. Het toernooi stamt af van de Beker van Joegoslavië. De winnaar van de Servische beker plaatst zich voor de 1e kwalificatieronde van de UEFA Europa Conference League.

## Finales
| Jaar | Winnaar              | Uitslag      | Finalist             | Scheidsrechter       | Toeschouwers |
| ---- | -------------------- | ------------ | -------------------- | -------------------- | ------------ |
| 2007 | Rode Ster Belgrado   | 2-0          | Vojvodina Novi Sad   | Dejan Delević        | 25.000       |
| 2008 | Partizan Belgrado    | 3-0          | FK Zemun             | Dragan Krstić        | 13.950       |
| 2009 | Partizan Belgrado    | 3-0          | FK Sevojno           | Milorad Mažić        | 13.434       |
| 2010 | Rode Ster Belgrado   | 3-0          | Vojvodina Novi Sad   | Dragomir Stanković   | 23.000       |
| 2011 | Partizan Belgrado    | 3-0 r        | Vojvodina Novi Sad   | Slobodan Veselinović | 20.000       |
| 2012 | Rode Ster Belgrado   | 2-0          | FK Borac Čačak       | Milorad Mažić        | 11.000       |
| 2013 | FK Jagodina          | 1-0          | Vojvodina Novi Sad   | Milorad Mažić        | 16.000       |
| 2014 | Vojvodina Novi Sad   | 2-0          | FK Jagodina          | Boško Jovanetic      | 08.000       |
| 2015 | FK Čukarički Stankom | 1-0          | Partizan Belgrado    | Vlado Glođović       | 10.000       |
| 2016 | Partizan Belgrado    | 2-0          | FK Javor Ivanjica    | Milorad Mažić        | 05.000       |
| 2017 | Partizan Belgrado    | 1-0          | Rode Ster Belgrado   | Milorad Mažić        | 25.000       |
| 2018 | Partizan Belgrado    | 2-1          | FK Mladost Lučani    | Majo Vujović         | 03.000       |
| 2019 | Partizan Belgrado    | 1-0          | Rode Ster Belgrado   | Novak Simović        | 20.000       |
| 2020 | Vojvodina Novi Sad   | 2-2 (4-2 ns) | Partizan Belgrado    | Danilo Grujić        | 05.000       |
| 2021 | Rode Ster Belgrado   | 0-0 (4-3 ns) | Partizan Belgrado    | Srđan Jovanović      | geen         |
| 2022 | Rode Ster Belgrado   | 2-1          | Partizan Belgrado    | Miloš Milanović      | 30.000       |
| 2023 | Rode Ster Belgrado   | 2-1          | FK Čukarički Stankom | Milan Mitić          | 06.000       |
| 2024 | Rode Ster Belgrado   | 2-1          | FK Vojvodina         | Milan Ilić           | 07.900       |
| 2025 | Rode Ster Belgrado   | 3-0          | FK Vojvodina         | Pavle Ilić           | 07.000       |